# Pachouň
Pachouň je zřícenina hospodářského dvora v katastrálním území Jivina, poblíž obce Jivina v Česku, okrese Mladá Boleslav. 
Byl postaven na místě středověké grangie cisterciáckého kláštera Hradiště. Je barokního původu. V 19. století byl přestavěn.